# Jean Lebeuf
Pour les articles homonymes, voir Lebeuf.
L'abbé Jean Lebeuf, né le 6 mars 1687 à Auxerre, mort le 10 avril 1760, est un prêtre, historien et érudit français.

## Biographie

### Famille, enfance, études
Lebeuf naît le 6 mars 1687 à Auxerre dans la paroisse Saint-Renobert,, dans une famille peu aisée. Son père, Pierre Lebeuf, est commis aux recettes des consignations ; il vient de Joigny mais sa famille (éteinte en 1848 ou avant) est d'Auxerre. Sa mère, Marie Marie, est d'une famille bourgeoise renommée d'Auxerre, orientée vers la magistrature. Jean est l'aîné de leurs deux enfants, tous deux entrés dans les ordres.
Il est noté très tôt pour son sérieux et son amour de l'étude. À sept ans, il entre au collège des jésuites pour y étudier les humanités (langues et littérature ancienne) et dans le même temps il prend l'habit clérical. Il se forme aux devoirs ecclésiastiques dans sa paroisse, où il apprend également le plainchant et les caractères gothiques : la paroisse est pauvre et ses antiphoniers sont des manuscrits du XIIIe et XIVe siècles ; il y acquiert la passion de la musique et des vieux manuscrits. Il se fait remarquer, dès l'âge de 10 ans, par une dissertation publique sur les événements d'histoire ecclésiastique et profane dans les épîtres de saint Jérôme. À l'âge précoce de 12 ans, en 1699, il est tonsuré par l'évêque d'Auxerre André Colbert (neveu de Colbert le célèbre ministre des finances de Louis XIV). En l'an 1700, le même évêque lui octroie un petit bénéfice à la nomination du chapitre d'Auxerre sous le titre de Chapelle de Saint-Louis (ad altare S. Alexandri).
Il termine le cycle d'études des jésuites d'Auxerre à l'âge de quatorze ans et désire grandement poursuivre des études à Paris – mais la famille est pauvre. Un oncle bienfaiteur le pourvoit financièrement pour ce faire et le place au collège Sainte-Barbe. Jean y reste cinq ans, suit aussi les cours de théologie du collège de Sorbonne, étudie le grec et l'hébreu, fait de profondes études historiques et devient féru de paléographie, science relativement nouvelle et rare à l'époque. Il est reçu maître-ès-arts en 1704.
Son sérieux et sa brillante intelligence lui amènent des amis et protecteurs, dont Claude Chastelain, chanoine de Notre-Dame de grande érudition notamment en liturgie et musique sacrée. Plus tard, Lebeuf citera abondamment Chastelain, dans les meilleurs termes.
À 18 ans, en 1705, il s'est déjà fait un nom comme compositeur. Il est appelé au diocèse de Lisieux, où il reste une année entière pour y introduire dans le chant ecclésiastique les mêmes réformes faites par Chastelain à Paris ; vaste travail qu'il ne termine qu'après son retour à Auxerre, et qui est approuvé et prescrit pour usage dans le diocèse par l'évêque de Lisieux le 11 septembre 1711. Il profite de son séjour dans cette région proche du Bessin pour aller en 1707 consulter sur place les documents relatifs aux premiers évêques de Bayeux, notamment sur saint Regnobert qui a donné son nom à la paroisse où Lebeuf a grandi.

### Retour à Auxerre
Le 16 mars 1709, Lebeuf reçoit à Auxerre les quatre ordres mineurs. Il est ordonné sous-diacre, le 21 septembre de cette année, diacre, le 15 avril 1710 et prêtre, le 21 mars 1711.
En 1711, il en arrive presque à faire un procès à son évêque Charles de Caylus pour un canonicat et prébende associée, qu'il revendique à la suite du décès de Laurent le Seure et auquel son grade lui donne droit. Mais Caylus veut attribuer canonicat et prébende à un brevetaire. Lebeuf doit se pourvoir auprès de l'archevêque de Sens (Hardouin Fortin de la Hoguette), qui lui accorde ses provisions le 11 août. Sur le point d'entrer en instance au conseil, un autre canonicat se présente ; Lebeuf le demande et l'évêque admet sa réquisition, Caylus n'ayant pas agi contre Lebeuf mais seulement en faveur de son propre protégé. Le 12 janvier 1712 Lebeuf reçoit sa provision des mains de son évêque, qui le nomme sous-chantre de la cathédrale Saint-Étienne le 29 septembre 1712 - lui donnant ainsi la direction du chœur de l'église sous l'autorité du chantre.

### Ses recherches
Son avenir matériel ainsi assuré, Lebeuf peut se consacrer aux études historiques. Il s'attache d'abord à éclairer les antiquités de son pays et fait paraître en 1716 la Vie de Saint Pèlerin, premier évêque d'Auxerre.
En 1720, il présente à Law, marquis de Toucy et contrôleur des finances, un manuscrit sur l'Histoire de la ville de Touci.
Il publie en 1722 l'Histoire de la vie de Saint Vigile, évêque d'Auxerre. L'année suivante paraît son Histoire de la prise d'Auxerre par les huguenots, sur le titre de laquelle il ne juge pas à propos de mettre son nom. Ces travaux ne sont qu'une préparation à l'Histoire ecclésiastique et civile d'Auxerre qu'il publie vingt ans plus tard.
Il visite les grottes d'Arcy-sur-Cure le 29 octobre 1728.
Lebeuf traite de préférence les questions qui touchent aux antiquités de sa patrie, mais il aborde aussi bien d'autres sujets. Il se fait connaître du monde érudit dans les concours ouverts par l'Académie de Soissons et par l'Académie des inscriptions et belles-lettres. En 1734, il est couronné par la seconde de ces académies, pour son Discours sur l'état des sciences dans l'étendue de la monarchie française, depuis la mort de Charlemagne jusqu'à celle de Robert ; une dissertation qui paraît d'abord dans le Mercure de France de juin et juillet 1734 et est réimprimée dans l'ouvrage de Lebeuf intitulé Recueil de divers écrits pour servir d'éclaircissements à l'histoire de France et de supplément à la notice des Gaules. Ce recueil rassemble plusieurs mémoires qui ont parus séparément.
En 1735, il obtient une couronne à l'académie de Soissons pour une Dissertation sur l'état des anciens habitants du Soissonnais avant la conquête des Gaules. Lebeuf y émet une opinion nouvelle sur la position de la ville de Noviodunum mentionnée par César. Il s'ensuit, entre lui et le bénédictin Toussaint Duplessis, une discussion scientifique qui est consignée dans le Mercure. La réplique de Lebeuf paraît en 1736.
L'année suivante, la même Académie de Soissons lui donne le prix pour un mémoire traitant de l'époque de l'établissement de la religion chrétienne dans le Soissonnais et de ses progrès jusqu'à la fin du IVe siècle. Ce mémoire est imprimé avec ceux de Duperret et Rochefort sur la même question. Deux autres dissertations, l'une sur l'origine de l'église de Soissons, l'autre sur plusieurs circonstances du règne de Clovis et en particulier sur l'Antiquité des monnaies de nos rois et de celles qui portent le nom de Soissons (Paris, 1738, in-12), sont également couronnées par l'académie de cette ville.
En 1740, Lebeuf reçoit de nouveau le prix de l'académie de Soissons pour sa Dissertation dans laquelle on recherche depuis quel temps le nom de France a été en usage ; et en 1741 le prix de l'Académie des inscriptions et belles-lettres pour une Dissertation sur l'état des sciences en France, depuis la mort du roy Robert jusqu'à celle de Philippe le Bel, imprimée depuis au tome 14 des Mémoires de cette académie et qui lui vaut son entrée dans cette institution. Il est élu en 1740, à la place de Lancelot. Lebeuf devient dès lors un des membres les plus actifs de l'Académie, dont le recueil renferme quarante-six de ses dissertations.
Géographie de la Gaule et de la France au Moyen Âge, archéologie gallo-romaine, numismatique, histoire de nos rois, histoire de nos villes, diplomatie, histoire littéraire, critique des sources, hagiographie, histoire des mœurs et coutumes des Français, Lebeuf embrasse de très nombreux sujets qu'il traite avec une égale érudition, un grand sens et une bonne compréhension du sujet. Il s'attache plus généralement aux détails et on ne trouve pas en lui une grande hauteur d'aperçus, mais il saisit habilement et expose avec clarté la marche des événements. On peut le considérer comme un des fondateurs de l'étude et de la géographie nationale aux époques mérovingienne et carolingienne.
Toutefois, entraîné par une imagination pleine de ressources, il se laisse en certains cas aller au désir de proposer des attributions nouvelles, et plusieurs de ses opinions géographiques ne reçoivent pas la sanction de la critique. Pour connaître Lebeuf tout entier, il faut joindre ses Dissertations pour servir à l'histoire de France aux mémoires qu'il a publiés dans le recueil de l'Académie des inscriptions.
Esprit sagace et pénétrant, Lebeuf excelle à discuter un texte ancien, comme on en peut juger dans ses notices sur les grandes chroniques de Saint-Denis, sur les Annales de Saint-Bertin, par son examen des trois histoires fabuleuses dont Charlemagne est le sujet, par sa notice sur les Annales Vedastines.
Quoiqu'au XVIIIe siècle, on n'ait encore que très imparfaitement exploré les antiquités recelées par le sol, Lebeuf sait déjà beaucoup sur les monuments, comme en témoignent son Traité sur les anciennes sépultures à l'occasion des tombeaux de Civaux en Poitou et sa Dissertation sur l'Ascia sépulcrale des anciens (imprimés dans son recueil de dissertations).
Les antiquités de Paris et de ses environs sont l'objet plus habituel des derniers travaux de Lebeuf ; il a déjà donné en 1739-1743 des Dissertations sur l'histoire ecclésiastique et civile de Paris ; il reprend complètement ce sujet dans son grand ouvrage qui paraît de 1754 à 1758 (15 vol. in-12) sous le titre d'Histoire de la ville et de tout le diocèse de Paris, véritable monument d'érudition, riche recueil dans laquelle ont puisé et puisent encore tous ceux qui s'occupent de la géographie et des antiquités de l'Île-de-France.
À citer encore de Lebeuf : Traité historique et pratique sur le chant ecclésiastique, avec le directoire qui en contient les principes et les règles, etc.. La bibliothèque des auteurs de Bourgogne, imprimée dix-huit ans avant la mort de Lebeuf, donne l'indication de cent soixante ouvrages ou opuscules publiés par cet écrivain et contenus, la plupart, soit dans le Mercure, soit dans les Mémoires de Desmolets.
Il a pris part à la nouvelle édition du Glossaire de Du Cange et à la nouvelle édition du Dictionnaire géographique de La Martinière entrepris à Dijon en 1740.
On lui attribue l'ouvrage anonyme intitulé Essai historique, critique et philosophique sur les lanternes. Lebeuf a été l'éditeur de l'Histoire ecclésiastique et civile de Verdun, de Nicolas Roussel, à laquelle il a ajouté des notes. Il a fourni au Journal de Verdun vingt-cinq dissertations ou lettres remplies d'érudition, en sus de plusieurs autres qu'il n'a pas signées. Enfin l'on trouve dans Fontette (tables, p. 588-390) le détail de tout ce que l'abbé Lebeuf a écrit sur l'histoire de France, formant 173 pièces.
Entièrement absorbé dans ses travaux, il vivait sans ambition matérielle et de la manière la plus modeste. « C'était un homme simple, un cœur droit, sans intrigue, sans bassesse, bon ami, bon citoyen, dégagé de bien des préjugés, plaisantant volontiers sur ce qui ne mérite que le respect des sots. ». Le pape Benoît XIV, qui est frappé des mérites de Lebeuf, veut l'attirer à Rome, mais la mauvaise santé du savant ecclésiastique l'empêche d'accepter cette proposition. Bien que n'ayant qu'un revenu restreint, il trouve le moyen de faire des legs pieux à divers établissements publics de sa ville natale, et il fonde sur ses épargnes un lit à l'hôpital des Incurables de Paris.
À sa mort, son éloge à l'académie royale est prononcé par Lebeau, un autre de Jean-François Dreux du Radier est publié en juillet 1760 dans le Journal de Verdun. La Société des sciences historiques et naturelles de l'Yonne entreprend, au XIXe siècle, la publication de la correspondance de l'abbé Lebeuf.

## Hommages

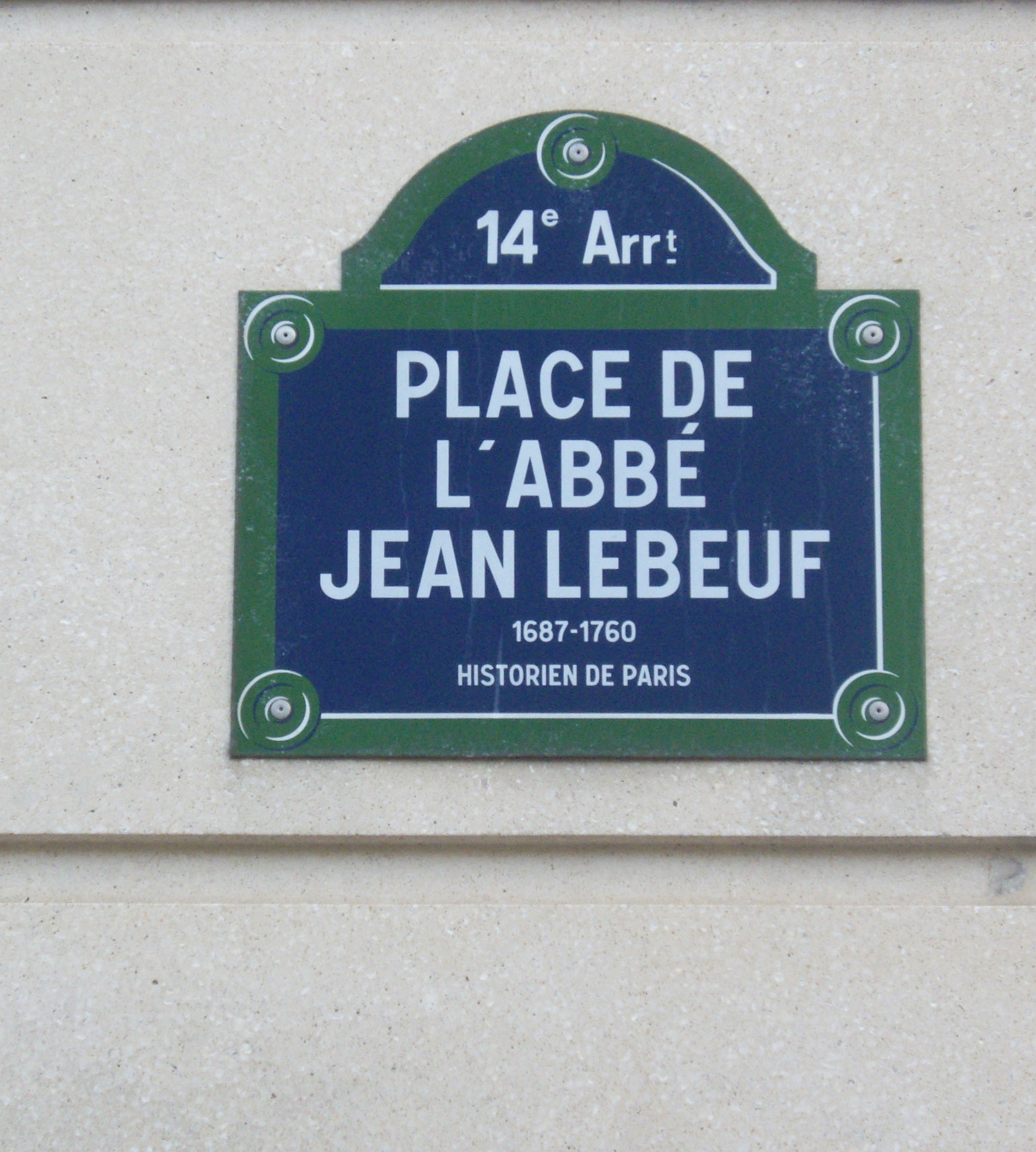

- Il existe une place de l'Abbé-Jean-Lebeuf située dans le 14e arrondissement de Paris[32].
- Il existe aussi à Auxerre une place de l'Abbé-Lebeuf et une rue qui descend jusqu'à l'Yonne, dans le prolongement de l'ancienne rue Saint-Renobert (maintenant rue Philibert-Roux)[33],[34].

## Publications
- [1716] Vie de saint Pélerin, 1er évêque d'Auxerre, Auxerre, Jean-Antoine Troche, 1716, in-12.
- [1716] Histoire de la vie de saint Vigile, évêque d'Auxerre, Auxerre, Jean-Antoine Troche, 1716, 16 p., in-8.
- [1723] Histoire de la prise d'Auxerre par les huguenots et de la délivrance de la même ville : avec un récit de ce qui a précédé et de ce qui a suivi ces deux fameux événements ; et des ravages commis à la Charité, Gien, Cône, Donzi, Entrains, Crevan, Iranci, Colanges-les-Vineuses et autres lieux du diocèse d'Auxerre, Auxerre, impr. Jean-Baptiste Troche, 1723, annexes + 288, sur books.google.fr (lire en ligne).
- [1735] Dissertation sur l'état des anciens habitants du pays Soissonnois, avant la conquête des Gaules par les François, Paris, J.-B. de l'Espine, 1735, in-12prix de l'Académie de Soissons[35].
- [1736] Dissertation où l'on fixe l'époque de l'établissement des Francs dans les Gaules ; où l'on prouve la vérité de l'histoire de la déposition de Childéric, et de l'élection d'Egydius en sa place; où l'on traite de la nature et de l’étendue de l'autorité d'Egydius et de Siagrius dans leurs états, et où l'on avance ce qui parait de plus vraisemblable sur le lieu de la bataille de Soissons, Paris, J.-B. de l'Espine, 1736, in-12.
- [1737] Dissertation sur l'époque de l'établissement de la religion chrétienne dans le Soissonnois, et ses progrès jusqu'à la fin du IVe siècle ; les noms des premiers évêques de Soissons, et la durée de leur épiscopat jusqu'à la fin du même siècle, Paris, J.-B. de l'Espine, 1737, in-12.
- [1738 (1)] Recueil de divers écrits pour servir d'éclaircissemens à l'histoire de France, et de supplément à la Notice des Gaules, t. 1 (2 tomes), Paris, Jacques Barois Fils, 1738, 416 p., sur books.googl.fr (lire en ligne). .
- [1738 (2)] Recueil de divers écrits pour servir d'éclaircissemens à l'histoire de France, et de supplément à la Notice des Gaules, t. 2 (2 tomes), Paris, Jacques Barois Fils, 1738, 376 p., sur books.google.fr (lire en ligne).
- Dissertations sur l'Histoire Ecclésiastique et Civile de Paris
  - [1739] Dissertations sur l'Histoire Ecclésiastique et Civile de Paris, suivie de plusieurs éclaircissements sur l'histoire de France, t. 1, Paris, Lambert et Durand, 1739, 522 p., sur gallica (lire en ligne).
  - [1741] Dissertations sur l'Histoire Ecclésiastique et Civile de Paris, suivie de plusieurs éclaircissements sur l'histoire de France, t. 2, Paris, Lambert et Durand, 1741, 369 p., sur gallica (lire en ligne).
  - [1743] Dissertations sur l'Histoire Ecclésiastique et Civile de Paris, suivie de plusieurs éclaircissements sur l'histoire de France, t. 3, Paris, Durand, 1743, 508 p., sur gallica (lire en ligne).
- [1740] Dissertation dans laquelle on recherche depuis quel temps le nom de France a été en usage pour désigner une partie des Gaules ; l'étendue de cette portion ainsi dénommée, ses accroissements et ses plus anciennes ivisions, depuis l'établissement de la monarchie française, Paris, J.-B. Delespine, 1740, 114-[6].
- [1741] Traité historique et pratique sur le chant ecclésiastique, avec le directoire qui en contient les principes et les règles suivant l'usage présent du diocèse de Paris, Paris, impr. Hérissant, 1741, 290 p., sur gallica.
- [1741] L'état des sciences en France, depuis la mort du roy Robert, arrivée en 1031, jusqu'à celle de Philippe le Bel, arrivée en 1314, Paris, Lambert et Durand, 1741, 236 p., sur gallica (lire en ligne).
- [1743 (1)] Mémoires concernant l'histoire ecclésiastique et civile d'Auxerre…, t. 1, Auxerre, Perriquet, 1743, 886 p., sur books.google.fr (lire en ligne).
- [1743 (2)] Mémoires concernant l'histoire ecclésiastique et civile d'Auxerre…, t. 2, Auxerre, Perriquet, 1743, 923 p., sur books.google.fr (lire en ligne).
- [Lebeuf et al. 1848] Jean Lebeuf, Ambroise Challe et Maximilien Quantin, Mémoires concernant l'histoire ecclésiastique et civile d'Auxerre : continués jusqu'à nos jours avec addition de nouvelles preuves et annotations, t. 1, Auxerre, Perriquet, 1848, 544 p., sur books.google.fr (lire en ligne).
- [Lebeuf et al. 1851] Jean Lebeuf, Ambroise Challe et Maximilien Quantin, Mémoires concernant l'histoire ecclésiastique et civile d'Auxerre : continués jusqu'à nos jours avec addition de nouvelles preuves et annotations, t. 2, Auxerre, Perriquet, 1851, 549 p., sur archive.org (lire en ligne).

L'édition de 1855, vol. 3 [lire en ligne] et vol. 4 [lire en ligne], est celle utilisée par Charles Cawley pour le site « Foundation for Medieval Genealogy » ou MedLands.
- [Roussel & Lebeuf 1745] abbé Nicolas Roussel et Jean Lebeuf (éditeur scientifique), Histoire ecclésiastique et civile de Verdun, Paris, P.-G. Simon, 1745, XXIV-540-CLXVIII-100-4-40, in-4, carte et plan. Il y a une pagination particulière pour chaque livre et pour les préliminaires, le recueil de chartes, le supplément et la table.
- [1751] « Notice d'un manuscrit des Chroniques de Saint-Denys, le plus ancien que l'on connoisse », Histoire de l'Académie Royale des Inscriptions et Belles-Lettres, t. 16,‎ 1751, p. 175-185 (lire en ligne [sur gallica]).
- [1753] « Notice raisonnée d'un manuscrit des Annales de Saint-Bertin que Duchesne n'a pas connu », Histoire de l'Académie Royale des Inscriptions et Belles-Lettres, t. 18,‎ 1753, p. 274-288 (lire en ligne [sur gallica]).
- [1754] « Mémoire sur quelques antiquités du diocèse de Bayeux » (lu le 31 janvier 1747), Histoire de l'Académie Royale des Inscriptions et Belles-Lettres, t. 21,‎ 1754, p. 489-514 (lire en ligne [sur gallica]).
- [1754] « Examen critique de trois histoires fabuleuses dont Charlemagne est le sujet » (lu en août 1747), Histoire de l'Académie Royale des Inscriptions et Belles-Lettres, t. 21,‎ 1754, p. 136-148 (lire en ligne [sur gallica]).
- [1754] Histoire de la banlieue ecclésiastique de Paris, Paris, Prault père, 1754, 432 p., sur archive.org (lire en ligne).
- [1754-1758] « Histoire de la ville et de tout le diocèse de Paris », 15 tomes, sur catalogue.bnf.fr. La 1re édition est publiée de 1754 à 1758, sans table.

- t. 1 - Paris et faubourgs, 1re partie (1754), sur archive.org
- t. 1 - Paris et faubourgs, 2e partie (1754), sur archive.org
- t. 4 - Montmorency (1755), sur archive.org
- t. 5 - Montmorency, Chelle (1755), sur archive.org
- t. 6 - Chelle (1755), sur archive.org
- t. 7 - Châteaufort (1757), sur archive.org
- t. 8 - Châteaufort (1757), sur books.google.fr
- t. 9 - Châteaufort (1757), sur archive.org
- t. 10 - Montléry (1757), sur archive.org
- t. 11 - Montléry (1757), sur archive.org
- t. 12 - Montléry, Corbeil (1757), sur books.google.fr
- t. 13 - Ethioles et autres (1757), 344 p., sur numelyo.bm-lyon.fr[n 5]
- t. 14 - Lagny (1758), sur archive.org
- t. 15 - Lagny, Champeaux (1758), sur archive.org

- [1756 ()] « Notice raisonnée sur les Annales védastines, manuscrit du Xe siècle » (premier mémoire), Histoire de l'Académie Royale des Inscriptions et Belles-Lettres, t. 24,‎ 1756, p. 687-712 (lire en ligne [sur gallica]).
- [1756 (2)] « Notice raisonnée sur les Annales védastines, manuscrit du Xe siècle » (second mémoire), Histoire de l'Académie Royale des Inscriptions et Belles-Lettres, t. 24,‎ 1756, p. 713-736 (lire en ligne [sur gallica]).